# Ema a smrtihlav
Ema a smrtihlav é um filme de drama de coprodução eslovaca e tcheca de 2024 dirigido por Iveta Grófová. O filme da época da Segunda Guerra Mundial conta a história da viúva húngara Marika, que esconde um menino judeu de uma milícia fascista em sua casa perto de Bratislava. A história é uma adaptação de um romance homônimo de Peter Krištúfek. O filme foi a inscrição eslovaca para o Oscar de Melhor Filme Internacional para o 97º Oscar, mas não foi indicado.

## Enredo
República Eslovaca, 1940. A sombra da Segunda Guerra Mundial paira, e o recém-estabelecido estado eslovaco adota uma ideologia nacionalista que tem como alvo as minorias. Com a expulsão dos tchecos completa, o regime mira na população judaica, iniciando sua deportação. Em meio a essa turbulência, Marika, uma viúva húngara que vive em uma pequena vila, enfrenta as repercussões dessa perseguição crescente. Tendo perdido seu emprego em Bratislava devido à sua etnia, ela agora encontra sua vila invadida pela Guarda Hlinka, cuja missão é afirmar o domínio eslovaco.
A situação de Marika se torna ainda mais precária quando ela abriga secretamente um jovem judeu. Tentando evitar a detecção, ela atrai a atenção indesejada de duas figuras poderosas: um capitão da Guarda Hlinka eslovaca e um oficial nazista alemão. Presa entre seus interesses conflitantes, Marika deve confiar em sua inteligência e coragem para proteger o menino e sobreviver em um mundo cada vez mais perigoso.

## Elenco
- Alexandra Borbély
- Milan Ondrík
- Nico Klimek
- Alexander E. Fennon
- Dénes Újlaky
- Florentín Groll
- Éva Bandor
- Ján Mistrík
- László Mátray
- Lili Monori